# Барвинково (Черниговская область)
Барвинково (укр. Барвінкове) — село,
Тростянецкий сельский совет,
Ичнянский район,
Черниговская область,
Украина.
Код КОАТУУ — 7421788503. Население по переписи 2001 года составляло 2 человека.

## Географическое положение
Село Барвинково находится на расстоянии в 2 км от села Лозовое и в 4-х км от посёлка Тростянец.

## История
- Основано как село Лозовое.